# Nicola Napolitano

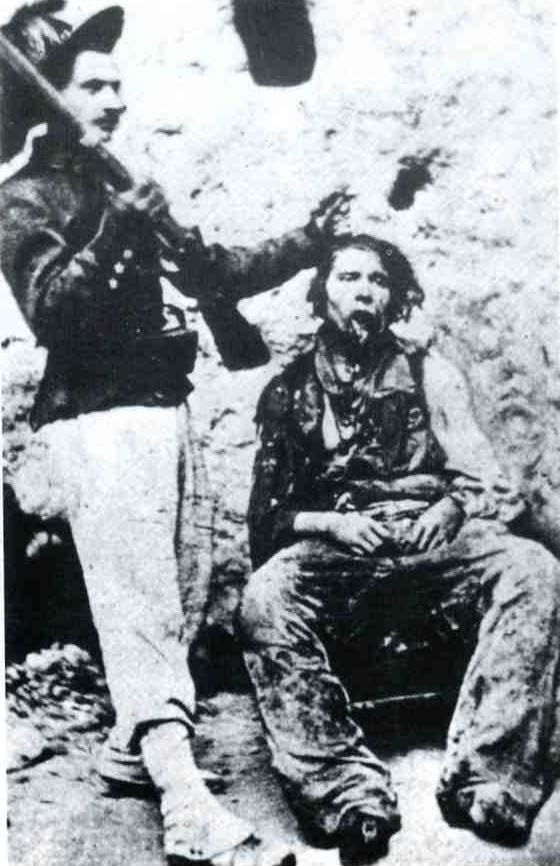
Il cadavere di Napolitano dopo la fucilazione (settembre 1863)

Nicola Napolitano, detto il Caprariello (Nola, 28 febbraio 1838 – Nola, 10 settembre 1863), è stato un brigante italiano attivo nell'agro nolano. Il suo soprannome deriva dal suo mestiere di pastore di capre.

## Biografia
Nato a Nola il 28 febbraio 1838 dai contadini Sabato e Carmela di Napoli, e privo d'istruzione, nel 1861 fu chiamato alla leva militare istituita dal neonato Regno d'Italia.
Renitente, fu arrestato e arruolato a forza, ma disertò quasi immediatamente, unendosi alla formazione brigantesca guidata dai fratelli nolani La Gala, presso la quale assunse un ruolo preminente, segnalandosi per energia e ferocia, sino al punto, nel corso del 1862, di costituire e guidare una sua propria banda.
Arrestato a seguito di un conflitto a fuoco ai primi di settembre del 1863, fu fucilato nella nativa Nola il 10 dello stesso mese.